# Сухора, Агнешка
Агнешка Антонина Сухора (пол. Agnieszka Antonina Suchora; род. 10 января 1968, Люблин, Польская Народная Республика) — польская актриса театра и кино.

## Биография
Агнешка Антонина Сухора родилась в Люблине 10 января 1968 года. Она дочь польского актёра Петра Сухоры. В 1990 году окончила Театральную академию имени Александра Зельверовича в Варшаве. В том же году дебютировала в роли Сары в пьесе «Комедианты» Томаса Бернхарда в постановке режиссёра Эрвина Аксера на сцене Современного театра в Варшаве, где служит по настоящее время. Выступала в телевизионной передаче «Кабаре Ольги Липиньской» на канале TVP.
Играла в спектаклях режиссёров Мацея Энглерта, Агнешки Глинской и Джованни Пампильоне. На телевидении дебютировала в 1991 году сериале «Девы и вдовы» (пол. Panny i wdowy) режиссёра Януш Заорский. Снялась в нескольких польских сериалах. В кино дебютировала в 1993 году в фильме «Две луны» режиссёра Анджея Бараньского.
Вдова польского актёра Кшиштофа Ковалевского (была замужем за ним в 2002–2021 гг.). В этом браке у неё родилась дочь Габриэла Ковалевская. Актрисе принадлежит магазин дизайна интерьера в Варшаве.

## Фильмография
| Год  | Фильм                            | Режиссёр          | Персонаж      |
| ---- | -------------------------------- | ----------------- | ------------- |
| 1993 | «Две луны» пол. Dwa księżyce     | Анджей Бараньский | Иза           |
| 1995 | «Молодые волки» пол. Młode wilki | Ярослав Жамойда   | подруга героя |
| 2007 | «Рысь» пол. Ryś                  | Станислав Тым     | секретарь     |
| 2011 | «Ки» пол. Ki                     | Лешек Давид       | Го            |